# David Usher
David Usher (Oxford, 24 aprile 1966) è un cantautore britannico.
Dopo essere stato il frontman della band Alternative rock Moist, nel 1998 ha deciso di intraprendere la carriera solista.

## Storia
David Usher nasce il 24 aprile 1966 a Oxford nel Regno Unito, sua madre è una buddista Tailandese che va spesso pregare in Thailandia, invece suo padre è originario di Montréal (ma è di origini ebree) e attualmente è professore alla Queen's University a Kingston.
David inoltre ha una sorella chiamata Ann e dei fratelli; sua sorella vive in Norvegia ed ha una figlia di nome Luna.
La sua famiglia, oltre a vivere in Inghilterra, ha viaggiato in Thailandia e negli Stati Uniti, a Kingston, Ontario, dove si stabilì quando David aveva 3 anni.
David frequenta il liceo di KCVI, scuola da dove sono usciti altri nomi famosi come Gord Sinclair e Gordon Downie (componenti della band Rock The Tragically Hip).
Affascinato dal [pop] e dal Rap "fai da te", entra a fare parte della rap band True Hype Crue all'inizio degli anni 90 - fine anni 80.
La band realizza anche un video dove David ha un look interessante ed estroverso.
Successivamente David si trasferisce a Vancouver per continuare la sua carriera e la sua formazione come cantante alla Simon Fraser University dove si laurea in scienze politiche (il grado acquisito influenzerà più tardi il suo modo di scrivere in molte tematiche e quindi anche a livello musicale). Ha inoltre partecipato alla Music West Conference, non musicalmente ma come uno degli addetti alla manifestazione: scegliendo e registrando i pezzi.
In quel periodo lui, Mark Makoway (chitarra), Jeff Pearce (basso), Kevin Young (tastiere) e Paul Wilcox (batteria) creano il progetto Moist e David comincia a scrivere del materiale.
Il gruppo suona per alcune date nell'ovest del paese, lentamente comincia a farsi conoscere e firma un contratto con l'etichetta EMI.
David è il compositore delle canzoni, ed è influenzato dal lato più scuro della vita e tratta tematiche differenti, tra cui anche la politica.
Si rivela inoltre un frontman pieno di carisma e energia: le sue esibizioni con la band sono intense ed emozionanti (grazie alla sua voce che raggiunge diverse tonalità), comincia a saltare e fare cose "strane" (come bagnare gli altri componenti con una bottiglia d'acqua mentre suonano).
Il loro album d'esordio Silver, pubblicato nel 1994, diventa quadruplo disco di platino in Canada.
Lo stesso anno il gruppo cancella diverse date per problemi di salute di David che viene operato di appendicite.
Nel 1996 pubblicano Creature, e lo stesso anno David si sposa con la sua ragazza Sabrina Reeves, attrice e fotografa, da cui il 12 gennaio 2003 ha il suo primo figlio di nome Coco; attualmente vivono nel centro di Montréal.
Nel 1998 David inizia la sua carriera da solista parallelamente al progetto Moist con il suo album di "debutto" Little Songs. La maggior parte dell'album viene registrata nella cucina dell'appartamento di David, che in un'intervista ha dichiarato di non amare la registrazione in studio per l'atmosfera di pressione che si crea sulla creatività.
Nel 1999 il gruppo pubblica Mercedes Five and Dime (ultimo disco della band), più elettrico rispetto ai precedenti.
Nell'estate del 2001 esce Morning Orbitn il suo secondo disco da solista, che vende 90000 copie, da cui è estratto Black Black Heart, e che viene realizzato con la collaborazione di alcuni ex componenti dei Moist e con figure importanti della scena Rock canadese: Jagori Tanna e Bruce Gordon dei I Mother Earth, Gord Sinclair dei The Tragically Hip e il repper canadese Snow.
Nel 2003 esce Hallucinations, dove David canta una cover di "If You Tolerate This Your Children Will Be Next" dei Manic Street Preachers. In un disco bonus sono inclusi alcuni brani live e un remix del brano "In This Light".
Nel 2005 esce If God Had Curves. Il titolo dell'album ha diversi significati, molti lo interpretano come se Dio fosse una donna, oppure un'altra sfaccettatura (secondo lo stesso autore) è che la società in cui viviamo è divisa da linee rigide che hanno reso la gente intollerante e inflessibile, quindi per riuscire a convivere insieme bisognerebbe che il mondo sia più armonico tra tutte le genti. L'album non è più registrato con la EMI, ma con la più piccola MapleMusic. L'album vanta la collaborazione dell'artista Tegan Quin per il brano "Hey Kids" e del chitarrista Bruce Cockburn in "Long Goodbye".
Lo stesso anno David si trasferisce con la famiglia a New York.
Nel 2007 esce il suo 5º album, intitolato "Strange Birds", che include il singolo "The Music".
Nel 2008 esce "Wake Up and Say Goodbye", che contiene tra le altre sia il brano omonimo che il singolo "Kill The Lights". Nell'album è presente anche una seconda versione di quest'ultimo brano realizzata con la partecipazione della cantante canadese Marie-Mai.
A maggio del 2008 il cantante ha diffuso tramite il suo canale di YouTube un video in cui vengono mostrati lui e i suoi collaboratori intenti alla registrazione di un nuovo pezzo intitolato "Carry On". 

## Discografia
Da solista
- 1998 - Little Songs
- 2001 - Morning Orbit
- 2003 - Hallucinations
- 2005 - If God Had Curves
- 2007 - Strange Birds
- 2008 - Wake Up and Say Goodbye
- 2010 - The Mile End Sessions
- 2012 - Songs from the Last Day on Earth
- 2016 - Let It Play